# Gordon Goodwin
Gordon Goodwin   (Lambeth, 17 de desembre de 1895 - Gran Manchester, febrer 1984) va ser un atleta anglès, especialista en marxa atlètica, que va competir durant la dècada de 1920.
El 1924 va prendre part en els Jocs Olímpics de París, on guanyà la medalla de plata en la prova dels 10 km marxa del programa d'atletisme. Fou jutge de marxa als Jocs de Londres de 1948.

## Millors marques
- 10 km marxa. 48' 37.0" (1924)[1]